# 富山観光アニメプロジェクト
富山観光アニメプロジェクト（とやまかんこうアニメプロジェクト）は、富山県の観光地を宣伝すること（地域おこし）を目的として同県のアニメ制作会社ピーエーワークス（以下『P.A.WORKS』）と兄弟クリエイターユニット・The BERICHが制作したアニメで「富山の魅力」を国内及び海外に発信するプロジェクトである。2009年10月、デジタルコンテンツ協会の第24回デジタルコンテンツグランプリで、「錦賞」を受賞。

## 概要
富山県の観光地として名高い立山黒部アルペンルート、富山湾、世界遺産に指定された五箇山の合掌造り集落などを題材としている。アニメ映像に実写のデジタルハイビジョン映像と解説を加えたものが、6編合計30分の番組として発信されている。
プロジェクトのきっかけは、南砺市城端地区を舞台のモデルとしたアニメ『true tears』によって、富山県内を「聖地巡礼」として訪問する若い観光客が増加したことであると報じられている。『true tears』の制作会社P.A.WORKSも、本プロジェクトに参加している。

## 放送・配信
日本ではBBTより、2009年6月20日に富山エリアで放送された。海外では、2009年5月18日に、遼寧省の遼寧電視台の衛星放送を通じて中国全土に放送された。
YouTube、ニコニコ動画など、動画投稿共有サイトでも配信している。

## 作品一覧
各パートのナレーションはBBTアナウンサー（当時）の後藤真弥が担当。

### 泣かせる空に会いたい
立山を題材にした短編アニメーション。「泣かせる空に会いたい」というタイトルは、当該プロジェクト全体のテーマタイトルとしても用いられている。

#### 立山の恋人編
P.A.WORKS制作。
ストーリー
美咲は、空港で別れた恋人の男と立山の山頂で再会を果たす。
登場人物
美咲
声 - 名塚佳織
この物語のヒロイン。後述の「泣かせる海に会いたい・海辺の友情編」「泣かせる味に会いたい・五箇山のおじいちゃん編」にも共通のヒロインとして登場する。

#### LOVE MOUNTAIN TATEYAMA 立山編
The BERICH制作。
ストーリー
ミュージシャンを目指しニューヨークで修行をしていたカツオとテツオ。ある日、突然カツオが「立山へ行く」と言い出した為、地元・富山へ帰る事となった。彼曰く、彼女のミサキと立山の頂上で再会し愛の試練を乗り越えてみせたいのだと言う。カツオの大仰な計画に猛反対するテツオだったが、カツオは彼を半ば強引に同伴させつつ立山登山に赴く。
立山黒部アルペンルートや室堂の温泉等を堪能しつつ山頂を目指す2人。無事に到達しミサキを待つものの日没後も一向に姿を現さず、諦められないカツオはそのまま野宿を決行する。翌朝、来ないと思われていたミサキが突然2人の前に現れ大歓喜するカツオ。運命の再会を果たした2人とテツオは、ロープウェイで下山するのだった。
登場人物
カツオ
声 - 宮坂和尚
テツオと共にニューヨークでミュージシャンを目指し修行をしている青年。恋人のミサキと愛の試練を乗り越えようとテツオと共に立山へ向かう。
テツオ
声 - 宮坂豊作
カツオと共にニューヨークでミュージシャンを目指し修行をしている青年。カツオに対するツッコミ役。終始乗り気でなかったものの、カツオと共に立山を登る。
ミサキ
声 - 宗広優子
カツオの彼女。外見は金髪でガングロ。名前と「立山で恋人と再会する」というプロットが「立山の恋人編」の美咲と同一だが彼女とは無関係。

### 泣かせる海に会いたい
富山湾を題材にした短編アニメーション。

#### 海辺の友情編
P.A.WORKS制作。
ストーリー
夜の滑川海岸を訪れた美咲は、波打ち際に漂う小瓶を見つける。そこには、小熊のぬいぐるみと学生時代の友人が書いた美咲宛ての手紙が詰められていた。
登場人物
美咲
声 - 名塚佳織
リコ
声 - 加藤美由紀（当時BBTアナウンサー）
美咲の友人。

#### TOYAMA DELICIOUS 滑川編
The BERICH制作。
ストーリー
イタリア・アマルフィのレストランで調理見習いとして働くコージローは、ある日仕事中に弟のシンジローと出会う。数年振りの再会を喜ぶコージローはシンジローに様々な富山の名物料理を振る舞うが、その最中で故郷の富山と父親の事を思い出し郷愁の念に浸り始める。そして、コージローが「富山に帰りたい」とこぼし始めた途端、唐突に彼を店から連行しようとするシンジロー。実はシンジローは偶然を装い、実家で火事を起こしたきり消息を絶っていたコージローに弁償させるため連れ戻しに来ていたのだ。
登場人物
コージロー
声 - 宮坂和尚
元はミュージシャンを目指していたが、料理に目覚めて以来アマルフィのレストランで修行をしている。家の中で花火をした事が原因で火事を起こし、それをきっかけに実家を飛び出してから家族とはずっと音信不通だった。実名でブログを書いており、これがシンジローに身元を特定される手掛かりとなってしまった。
シンジロー
声 - ブーチョ
コージローの弟。「イタリアに旅行に来ていたら偶然兄の働いている店に入った」「実家で火事を起こした件について両親は既に許している」とコージローに話す。しかし、いずれもコージローを富山に帰らせるための嘘であり、故郷の事を思い出し「帰りたい」と言い出した彼に火事の賠償をさせるべく、強制的に彼を富山へ連れ戻そうとする。
親父
コージローとシンジローの父。滑川で漁師をしている。

### 泣かせる味に会いたい
五箇山を題材にした短編アニメーション。

#### 五箇山のおじいちゃん編
P.A.WORKS制作。
ストーリー
雪の降る季節、祖父からふきのとうを送られた美咲は、東京を離れ五箇山に住む祖父へ会いに行く。
登場人物
美咲
声 - 名塚佳織
美咲の祖父
五箇山で美咲の祖母と暮らしている。東京に住む美咲に五箇山で採れたふきのとうを送る。

#### MONODRAMA 五箇山編
The BERICH制作。
ストーリー
『芝健』こと芝井健太郎は、長年勤めて来た会社をクビになってしまった。その後も度重なる不幸に見舞われ住処さえも奪われた彼は、当てもなく寂れた雪道の中を彷徨っているうちに行き倒れになる。しかし、運良く一件の合掌造りに住む気前の良い年配女性に介抱され、食事や風呂といったもてなしまで受けた芝井は、五箇山の魅力に感動を覚える。ところが翌朝、彼が一泊した合掌造りは実は民宿で、女性はその女将だった事を知った芝井は、宿泊代を請求され困惑してしまうのだった。
登場人物
芝井健太郎
声 - 浅井三太郎
「おもちゃ業界では名の知られた男」を自称するが、度重なる仕事のミスでクビを言い渡されてしまう。その後、妻や子供には縁を切られ、詐欺に遭った挙句アパートを強制退去させられた。生きる希望を失いかけていた所で偶然五箇山を訪れ、そこで出会ったおばちゃんから温かい施しを受け、自分のこれからの生き方について考えるようになる。
おばちゃん
声 - 浅井三太郎
道の上で倒れていた芝井を助けた女性。

## テーマ曲
時間の雫（ときのしずく）
作詞・作曲・歌：sophie+、編曲：フナセシンイチロー

## プロジェクト参加企業
- ピーエーワークス
- The BERICH
- 富山テレビ放送
- ファンワークス